# Like This
«Like This» es una canción de la cantante estadounidense Kelly Rowland,con la colaboración de la rapera Eva. Fue escrito por Sean Garrett, Rowland, Eva, Jamal Jones, Elvis "BlacElvis" Williams y Jason Perry y coproducido por Polow da Don, S-Dot, Garrett, Perry y Williams para eñ segundo álbum de estudio de Rowland, Ms. Kelly (2007). La canción fue lanzada como primer sencillo de álbum, en los Estados Unidos, en marzo de 2007 y en junio de 2007 en el resto de mundo. 
Tras se lanzamiento, el tema se convirtió en el mayor éxito de Rowland, después "Stole" alcanzando la lista de los diez primeros en Irlanda y el Reino Unido, así como el top 20 en Australia y Nueva Zelanda y el número 30 en Billboard Hot 100. Además, se convirtió en el primer sencillo de Rowland en ser número 1 en Billboard Hot Dance Club Play. El vídeo musical fue dirigido por Mike Ruiz y filmado en el Hollywood Hills a mediados de marzo de 2007.

## Antecedentes
«Like This» fue una de las últimas canciones del álbum Ms. Kelly en el que Rowland y Garrett comenzaron a trabajar a mediados de septiembre de 2006 después de la cancelación de My Story, la versión original del álbum.Rowland declaró que «Like This» era el ejemplo perfecto de la actitud que tenía exactamente en su mente al crear la versión renovada del álbum, titulado Sra. Kelly: "Polow ya tenía esta pista caliente", dijo en una entrevista en su sitio web oficial. "Me encantó el sonido del cencerro; ¡Era tan diferente! Sean y yo empezamos a escribir y él me dijo: 'Kelly, este es tu primer single"!".
Feliz de finalmente encontrarse con "esa canción que definitivamente sobresale" después de muchos meses de grabación, Rowland finalmente se tomó un descanso de la grabación.

## Vídeo musical
El video musical fue dirigido por Mike Ruiz y filmado en una casa de Hollywood Hills en Los Ángeles, California, el 12 de marzo de 2007. Rowland estrenó el video en el programa de MTV Total Request Live el 26 de marzo de 2007. El video debutó en 106 & Park de la cadena BET el 24 de mayo de 2007, donde alcanzó el número tres.
El video comienza con Rowland entrando a su habitación después de ducharse. Cuando se da cuenta de que hay una transmisión por Internet de ella, rápidamente tira una toalla sobre ella. Luego se la ve frente a su tocador, preparándose para una fiesta mientras canta la letra. Luego, el video muestra a Rowland en una habitación oscura con una silla. Durante el video, el público ve a Rowland en la fiesta en su sala de estar. Eve entra, rapeando su verso en solitario con escenas de Rowland realizando más coreografías. En la escena final, el público ve a Rowland realizando más coreografías mientras está sentado en la silla de manera seductora, mientras se ve brillantina volando hacia arriba desde el suelo.

## Lista de canciones
| UK Enhanced CD single 1. «Like This» (Álbum Versión) - 3:38 2. «Like This» (DJ Speedy Remix Edit feat Sean P) - 3:29 3. «Like This» (Redline Radio Remix) - 2:48 4. «Like This» (DJ Escape & Tony Coluccio Radio Remix) - 3:33 5. «Like This» (Music video) UK CD single 1. «Like This» (Álbum Versión) - 3:38 2. «Like This» (Redline Radio Remix) - 2:48 | CD single 1. "Like This" (Álbum Versión) - 3:38 2. "Like This" (Instrumental) - 3:35 US vinyl single 1. "Like This" (Álbum Versión) - 3:38 2. "Like This" (Instrumental) - 3:35 3. "Like This" feat. Sean P (DJ Speedy Remix Edit) 4. "Like This" (Redline Club Remix) |

## Posicionamiento en listas
| Listas (2007)                          | Posición |
| -------------------------------------- | -------- |
| Australia (ARIA)                       | 13       |
| Austria (Ö3 Austria Top 40)            | 75       |
| Bélgica (Flandes) (Ultratop 50)        | 50       |
| Canadá (Canadian Hot 100)              | 76       |
| Estados Unidos (Billboard Hot 100)     | 30       |
| Estados Unidos (Hot R&B/Hip-Hop Songs) | 7        |
| Estados Unidos (Hot Dance Club Songs)  | 1        |
| European Hot 100                       | 16       |
| Irlanda (IRMA)                         | 5        |
| Nueva Zelanda (Recorded Music NZ)      | 11       |
| Países Bajos (Mega Single Top 100)     | 85       |
| Reino Unido (UK Singles Chart)         | 4        |
| Reino Unido (UK R&B Chart)             | 2        |
| Suiza (Schweizer Hitparade)            | 77       |